# Katalog (album)
Katalog – płyta kompilacyjna szwedzkiego zespołu muzycznego Bathory zawierająca po jednym utworze z każdej dotychczasowej płyty studyjnej, oraz nową piosenkę - "Lake of Fire", która później została wydana na następnym albumie studyjnym - Destroyer of Worlds. Wydana w sierpniu 2001 roku.

## Lista utworów
1. "Lake of Fire" - 5:44
2. "Armageddon" - 2:30
3. "Possessed" - 2:41
4. "Enter the Eternal Fire" - 6:53
5. "Odens Ride over Nordland / A Fine Day to Die" - 11:51
6. "One Rode to Asa Bay" - 9:20
7. "Twilight of the Gods (Prologue - Twilight of the Gods - Epilogue)" - 13:40
8. "Distinguish to Kill" - 3:15
9. "War Supply" - 4:42
10. "The Woodwoman" - 6:19
11. "Outro" - 0:26

## Twórcy
- Ace "Quorthon Seth" Thomas Forsberg - śpiew, gitara, gitara basowa, perkusja